# Castillo de Jimena
Castillo de Jimena de la Frontera là một lâu đài nằm ở vùng ngoại ô Jimena de la Frontera ở Cádiz (tỉnh), Tây Ban Nha. Lâu đài có nguồn gốc từ người Grenadia Moor của Umayyad Caliphate cai trị khu vực  Hispania Baetica  (hiện nay là Andalucía) vào thế kỷ thứ 8. Lâu đài được công nhận là Bien de Interés Cultural  năm 1931.

## Lịch sử
Lâu đài được xây trên tàn tích của thành phố Oba cổ đại vào thời kỳ Roman Celtiberia. Với vị trí chiến lược tiền tuyến của vùng Gibraltar, lâu đài được chứng minh là một thành trì kiên cố của người Moor thông qua cuộc xâm lược Hồi giáo trên  bán đảo Iberia.

## Hình ảnh

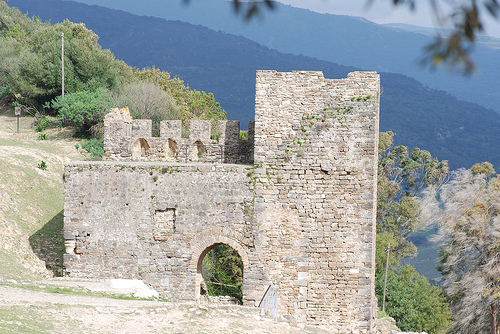
Cửa lâu đài từ bên trong
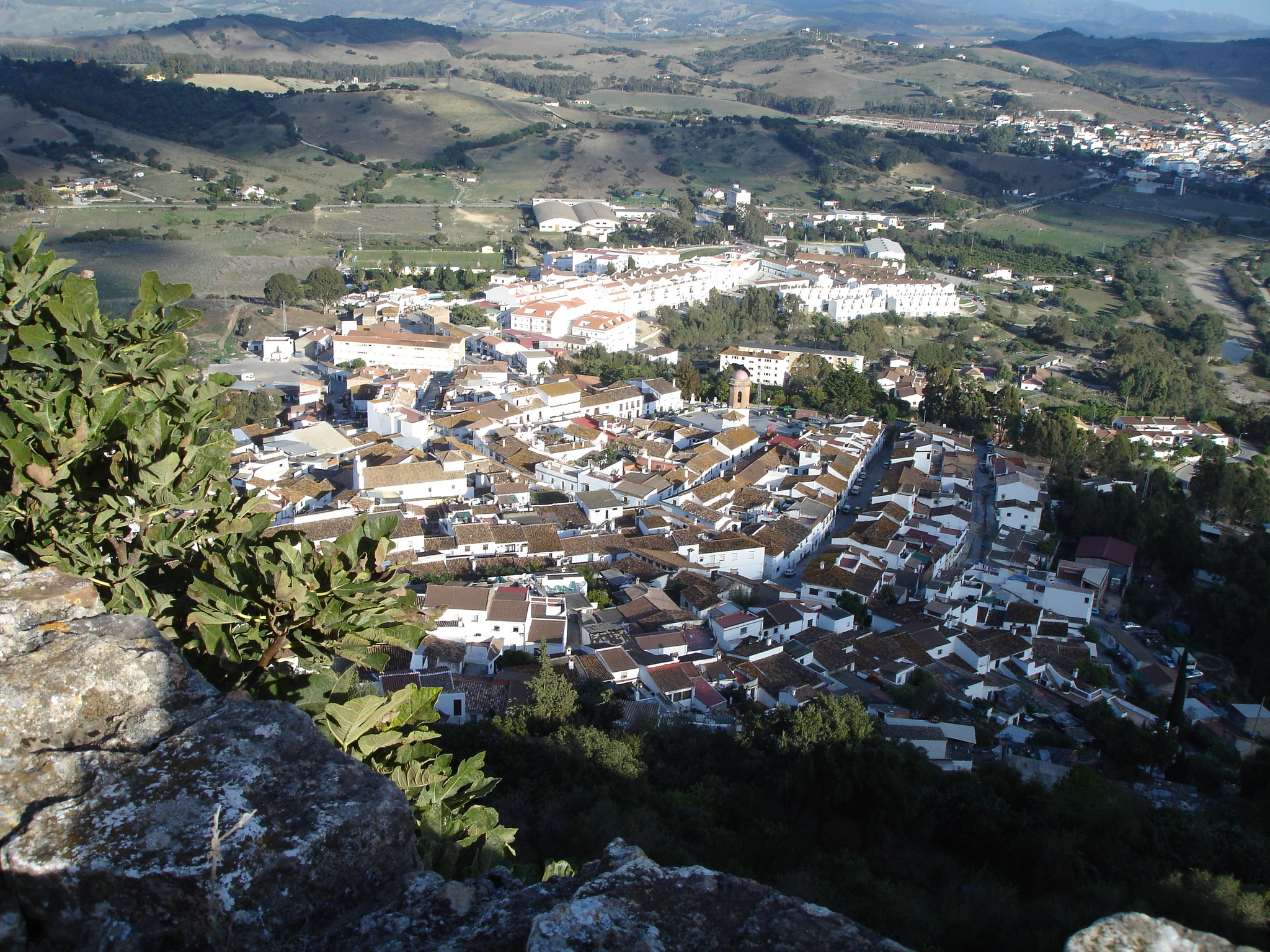
Thị trấn Jimena từ lâu đài
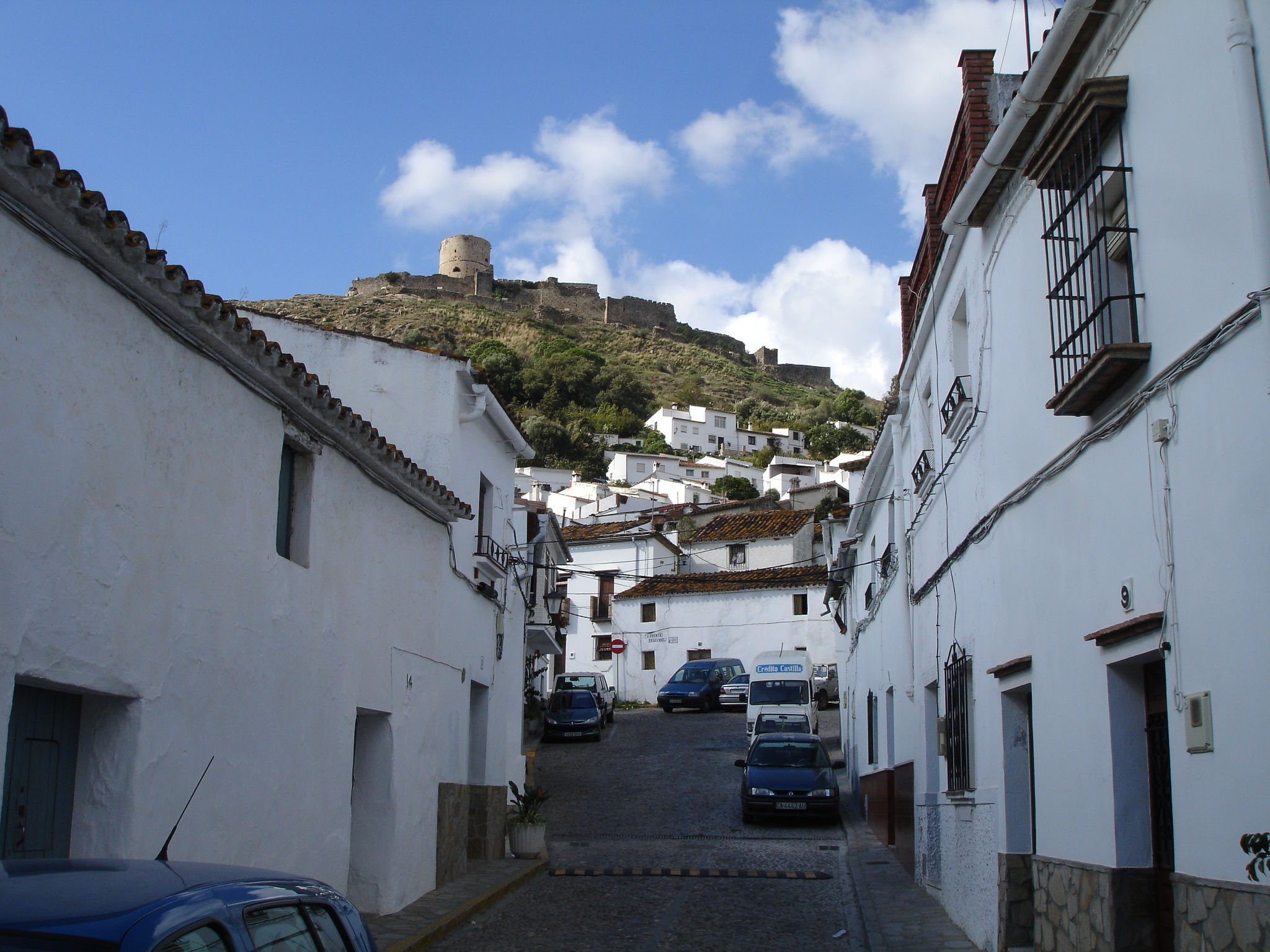
Cảnh nhìn lâu đài từ Jimena